# Breastovo, Haskovo
Breastovo (în bulgară Брястово) este un sat în Obștina Mineralni Bani, Regiunea Haskovo, Bulgaria.

## Demografie
Componența etnică a satului Breastovo
     Bulgari (87,16%)
     Romi (4,27%)
     Nicio identificare (8,55%)
     Altele (0%)
La recensământul din 2011, populația satului Breastovo era de 187 locuitori. Din punct de vedere etnic, majoritatea locuitorilor (87,16%) erau bulgari, cu o minoritate de romi (4,27%). Pentru 8,55% din locuitori nu este cunoscută apartenența etnică.